# Талдысай (Западно-Казахстанская область)
Талдысай (каз. Талдысай) — село в Чингирлауском районе Западно-Казахстанской области Казахстана. Входит в состав Ащысайского сельского округа. Код КАТО — 276637500.
Село расположено на левом берегу реки Илек, по которой в окрестностях села проходит казахстанско-российская граница. На западе граничит с Бурлинским районом.

## Население
В 1999 году население села составляло 211 человек (111 мужчин и 100 женщин). По данным переписи 2009 года, в селе проживало 127 человек (72 мужчины и 55 женщин).

## История
Село образовано в 1930-33 годах. Особо село строилось в 1960—80 годах, появились целые улицы новостроек, стали приезжать семьи из разных регионов страны. Резко увеличилось число жителей, в особенности детей. В это время действовала начальная школа, которая позже была преобразована в восьмилетнюю. Контингент учащихся возрос до 150 человек.